# Palazzo Guasconi
Palazzo Guasconi si trova a Firenze tra corso Tintori 3, piazza Cavalleggeri e lungarno delle Grazie.

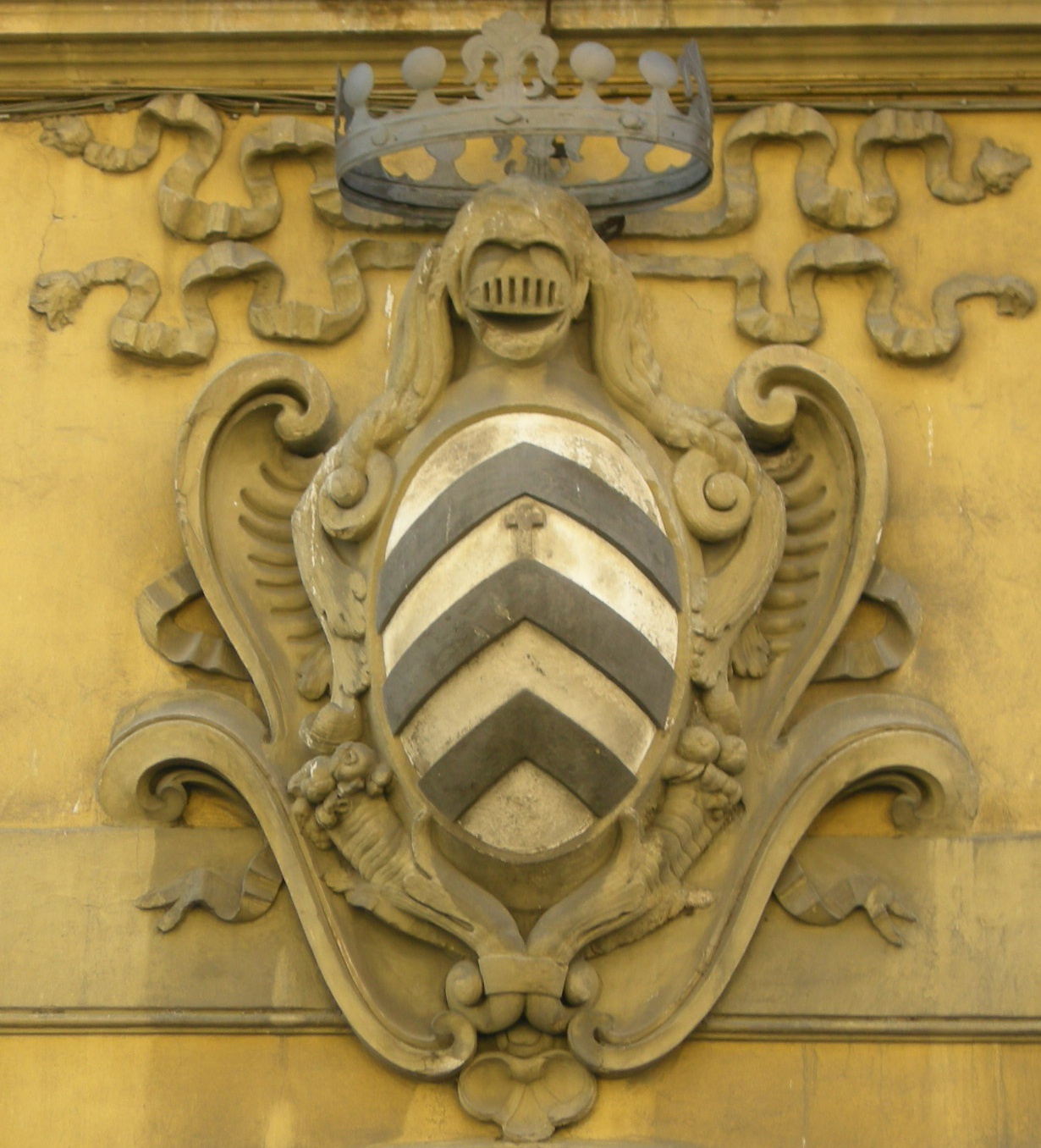
Lo stemma Guasconi

## Storia e descrizione
Emilio Bacciotti scrisse che il palazzo fu fondato su una casa di proprietà dell'umanista Cristoforo Landino.
Già di proprietà della famiglia Guasconi, nota per le innumerevoli cariche pubbliche rivestite nel governo della città, il palazzo ha un portale su cui campeggia lo stemma della famiglia (a tre scaglioni cimato da una crocetta) e risale al XIX secolo, quando venne rifatto in stile eclettico, unificando più case con un'unica facciata. Nel suo momento di massima espansione guardava in direzione dell'attuale piazza dei Cavalleggeri con un ulteriore volume segnato da una loggia, distrutta nel 1909 per far spazio alle sistemazioni dell'area legate all'erezione della Biblioteca Nazionale: i restauri, condotti successivamente all'alluvione del 1966, hanno riportato alla luce le cinque colonne inglobate nella muratura che oggi determina il nuovo fronte. 
La facciata sul corso dei Tintori si presenta invece nelle forme assunte nel Settecento, sufficientemente correnti, non fosse per il monumentale portone coronato dall'elaborato scudo con l'arme dei Guasconi, ancora con gli smalti pertinenti.  Essa si presenta su cinque assi, elevata di quattro piani più mezzanino. 
Nel corso del 2012 il palazzo è stato oggetto di un intervento di restauro delle coperture e delle facciate.